# Châtillon (Allier)
Châtillon – miejscowość i gmina we Francji, w regionie Owernia-Rodan-Alpy, w departamencie Allier.

## Demografia
Według danych na rok 1990 gminę zamieszkiwały 282 osoby, a gęstość zaludnienia wynosiła 22 osoby/km². W styczniu 2015 r. Châtillon zamieszkiwało 331 osób, przy gęstości zaludnienia wynoszącej 25,8 osób/km².